# Mandan (volk)

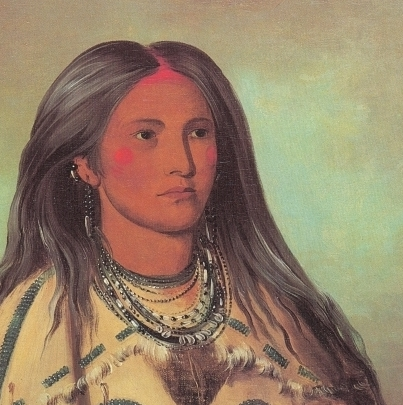
Portret van Mandan meisje

De Mandan zijn een volk dat behoort tot de oorspronkelijke bewoners van Noord-Amerika. die leven in North Dakota. Zij behoren samen met de  Hidatsa en de Arikara tot een groep van drie nauw verwante volkeren. Ongeveer de helft van de Mandan woont nu binnen een indianenreservaat, de rest woont verspreid door de Verenigde Staten en Canada.
Het voormalige Fort Abraham Lincoln was de locatie waar een grote groep Manan woonde voor ze getroffen werden door de pokken.

## Geschiedenis

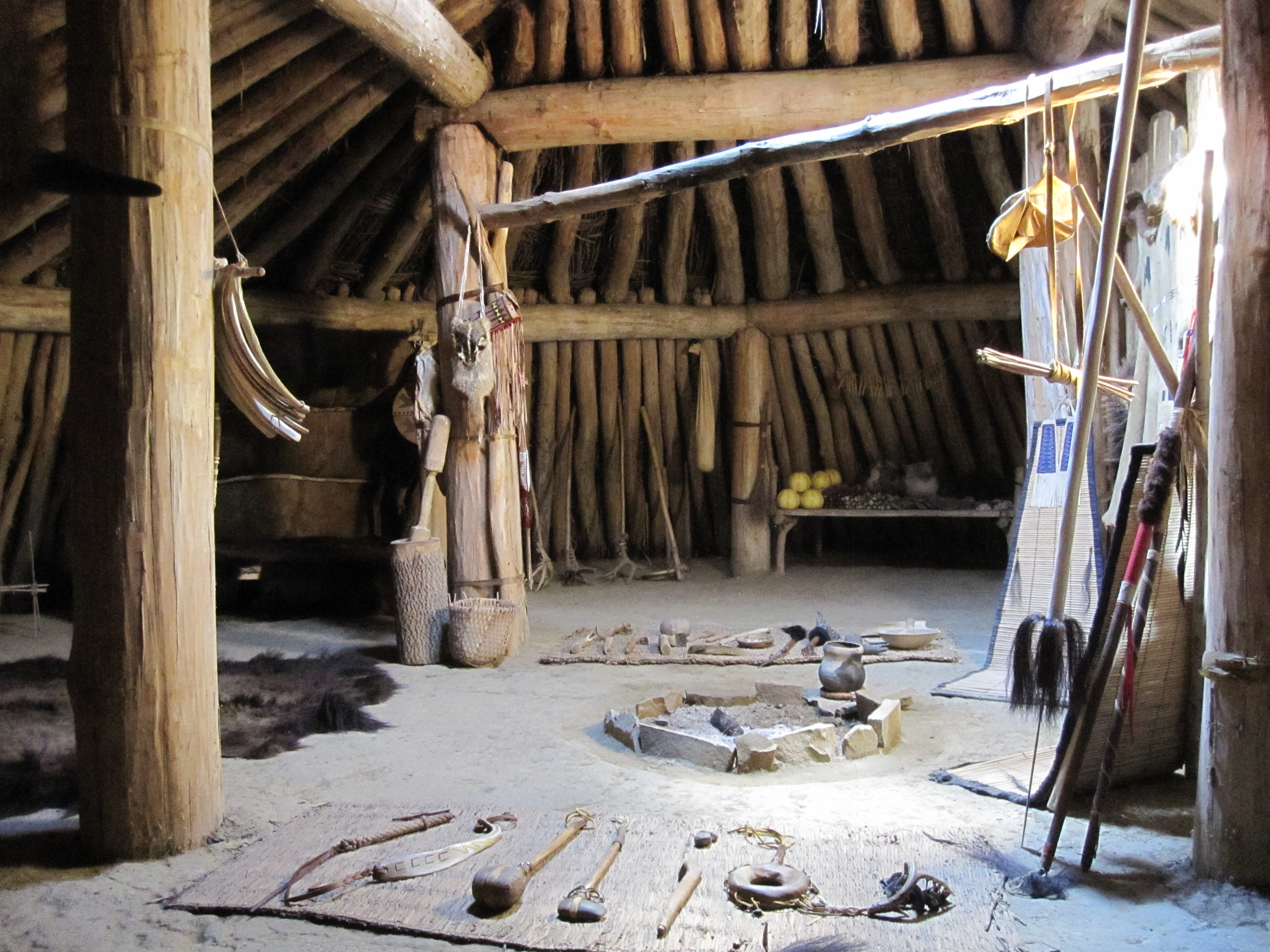
Reconstructie van een dorpshuis van de mandan

Oorspronkelijk woonden de Mandan langs de oevers van de Missouri en twee van de zijrivieren. Het Mandan is een taal die behoort tot de groep van Sioux-Catawbatalen. De sprekers van deze taal ontwikkelden zich tot landbouwers met vaste woonplaatsen in de vorm van dorpen. De huizen in deze dorpen waren rond, met soms een middellijn van 40 meter breed en half ingegraven. Het dak bestond uit houten spanten overdekt met aarden plaggen. De huizen lagen rond een plein. De jacht op de Amerikaanse bizon speelde een centrale rol in het dagelijks leven, maar zij verbouwden ook gewassen (onder andere mais) en zij dreven actief handel met andere Prairie-indianen.
In 1830 beschreef de Duitse onderzoeker Maximilian zu Wied-Neuwied de taal van de Mandan voor het eerst uitgebreid en maakte een schilder in zijn reisgezelschap (Karl Bodmer) natuurgetrouwe aquarellen van personen, voorwerpen en woonplaatsen.
In het begin van de 18de eeuw was de Mandanpopulatie 3600 individuen groot, in 1836 waren er nog 1600 en dit aantal daalde in 1838 naar 125 mensen, als gevolg van een pokkenepidemie. In de jaren 1990 waren er nog 6000 mensen die behoorden tot de eerder genoemd drie volkeren (Mandan, Hidatsa en Arikara).